# Wolfram(VI) oxide
Wolfram(VI) oxide, còn gọi là tungsten triOxide hoặc anhydride tungstic, có công thức là WO3, là một hợp chất hóa học có chứa oxy và kim loại Wolfram chuyển tiếp. Nó thu được như một chất trung gian trong việc thu hồi wolfram từ các khoáng chất của nó.
Wolfram (VI) Oxide tồn tại trong tự nhiên dưới dạng ngậm nước, bao gồm các khoáng chất: wolfoat WO3·H2O, meymacit WO3·2H2O và hydrotungstit (có cùng thành phần như meymacit, tuy nhiên đôi khi được viết là H2WO4). Những khoáng chất này là những khoáng vật wolfram thứ cấp nên rất hiếm gặp.

## Lịch sử
Wolfram có lịch sử phát hiện lâu dài, đã bắt nguồn từ việc khám phá ra nó trong thế kỷ 18. Peter Woulfe là người đầu tiên nhận ra một "yếu tố" mới trong khoáng vật Wolframite tồn tại trong tự nhiên. Tungsten ban đầu được gọi là wolfram, cũng là cách lý giải cho kí hiệu nguyên tố "W" của nó. Nhà khoa học người Thụy Điển Carl Wilhelm Scheele cũng đã góp phần với khám phá của mình về các nghiên cứu về lớp khoáng tinh mảnh.
Năm 1841, một nhà hóa học tên là Robert Oxland đưa ra các bước đầu tiên để điều chế wolfram triOxide và muối wolfram. Ông đã được cấp bằng sáng chế cho thí nghiệm này của mình ngay sau đó, và được coi là người sáng lập ra ngành nghiên cứu cách hệ thống về nguyên tố wolfram.